# Piotr Celeban
Piotr Celeban (Szczecin, Polonia, 25 de junio de 1985) es un futbolista polaco que juega como defensa en el Śląsk Wrocław II de la II Liga de Polonia.

## Selección nacional
Ha sido internacional con la Selección de fútbol de Polonia; donde hasta ahora, ha jugado 6 partidos internacionales por dicho seleccionado.

## Clubes
| Club             | País    | Año               |
| ---------------- | ------- | ----------------- |
| Pogoń Szczecin   | Polonia | 2002 - 2006       |
| Śląsk Wrocław    | Polonia | 2006              |
| Korona Kielce    | Polonia | 2007 - 2008       |
| Śląsk Wrocław    | Polonia | 2008 - 2012       |
| FC Vaslui        | Rumania | 2012 - 2014       |
| Śląsk Wrocław    | Polonia | 2014 - 2021       |
| Śląsk Wrocław II | Polonia | 2019 - actualidad |